# Острякова
Острякова (крим. Ostriakova), розмовне Остряки — мікрорайон на південь від центра міста Севастополя, у Ленінському районі.

## Опис
Основні напрямки — Проспект Генерала Острякова, Хрустальова, Миколи Музики. Межує із центром міста.
Один з найбільших за населенням спальних районів міста (наряду з масивом Льотчики  - Комиші). Основні громадські та торгові центри:  ТЦ «Московський» (раніше - Московський ринок), «Океан», «Sea Mall», «Хрюкинський» (будується, на місці однойменного ринку). Район завершується 5-м кілометром Балаклавського шосе, який є великим транспортно-торговим вузлом міста (речовий та господарський ринок, приміський автовокзал, кінцева зупинка багатьох маршрутів міського транспорту).
Серед головних зелених зон Хрустальовський парк та сквер на Миколи Музики. Близько до району розташований лісопарк Максимова дача.
Транспортні маршрути забезпечує тролейбусна та автобусна мережі, існує приміський автовокзал.